# Сврліг
Сврліг (серб. кир.: Сврљиг) — місто та муніципалітет у Нишавському окрузі на півдні Сербії. Згідно з переписом 2011 року, у місті проживало 7 553 жителі, а в муніципалітеті — 14 249 осіб.

## Географія
Сврліг розташований на річці Сврлішські Тимок, 30 км на схід від Ніша, третього за величиною міста Сербії. До сусідніх сіл належать Црнолєвиця та Преконога.

## Історія

### Антропологія
Антропологічне дослідження Михайло Костича стверджує, що провінція Сврліг була населена переважно «старим» населенням, а частина походить від «колоністів другої половини 15 століття».  За словами Петра Влаховича, Сврліг є частиною сербського етнографічного регіону Шопи. 

### Середньовіччя
Сврліг — назва жупи (жупи) в середні віки. Вперше згадується в географічному переліку графств і міст у грамотах візантійського імператора Василія II 1019–20 років.  Поселення та його околиці згадуються як частина Ніської єпархії. У 1183 році Сврліг та інші прилеглі укріплення були захоплені сербським великим князем Стефаном Неманею. Укріплення здебільшого відноситься до середньовічного сербського періоду.  Він знаходився на дорозі, яка з'єднувала Ніш з дорогою на Константинополь.  Євангеліє, написане в Сврлігу в сербській редакції старослов'янської мови 1279 року, збереглося фрагментарно.  Після завоювання Бранічево сербським королем Стефаном Мілютіном у 1290-х роках Сврліг став прикордонним регіоном.  Сврліг був завойований і пограбований у 1413 році османським принцом Мусою Челебі.  Тоді воно було частиною Сербської деспотовини Стефана Лазаревича. 

### Ранньомодерний період
Османською мовою місто було відоме як Ісферлік та Ісфірліг.  В адміністративному відношенні входило до Відинського санджаку. 

### Новий час
Під час Топлицького повстання (1917) в регіоні діяли сербські партизанські загони. 
У 1922 році було побудовано шосе Ніш–Сврліг–Княжевац–Заєчар.  З 1929 по 1941 рік Сврліг входив до складу Моравської бановини Королівства Югославія. Під час Другої світової війни в регіоні діяли югославські партизани. 

## Демографія
Згідно з результатами перепису 2011 року, муніципалітет Сврліг мав 14 249 мешканців.

### Етнічні групи
Етнічний склад муніципалітету: 
| Етнічна група | Населення | %      |
| ------------- | --------- | ------ |
| серби         | 13 843    | 97,15% |
| цигани        | 157       | 1,10%  |
| угорці        | 9         | 0,06%  |
| македонці     | 8         | 0,06%  |
| болгари       | 6         | 0,04%  |
| хорвати       | 6         | 0,04%  |
| інші          | 220       | 1,54%  |
| Всього        | 14 249    |        |

## Економіка
У наступній таблиці наведено попередній огляд загальної кількості зайнятих за основним видом діяльності (станом на 2017 рік): 
| діяльність                                              | Всього |
| ------------------------------------------------------- | ------ |
| Сільське, лісове та рибне господарство                  | 8      |
| Переробна промисловість                                 | 1,105  |
| Розподіл електроенергії, газу та води                   | 20     |
| Розподіл води та поводження з водними відходами         | 36     |
| Будівництво                                             | 109    |
| Опт і роздріб, ремонт                                   | 344    |
| Рух, зберігання та зв'язок                              | 88     |
| Готелі та ресторани                                     | 73     |
| ЗМІ та телекомунікації                                  | 35     |
| Фінанси та страхування                                  | 10     |
| Майновий фонд і статут                                  | -      |
| Професійна, наукова, інноваційна та технічна діяльність | 54     |
| Адміністративні та інші послуги                         | 12     |
| Адміністрація та соціальне забезпечення                 | 128    |
| Освіта                                                  | 172    |
| Охорона здоров'я та соціальна робота                    | 113    |
| Мистецтво, дозвілля та відпочинок                       | 4      |
| Інші послуги                                            | 28     |
| Всього                                                  |        |

## Зовнішні посилання
- Офіційний сайт